# Ahmad Dhani
Dhani Ahmad Prasetyo (znany także jako Ahmad Dhani i Dhani Manaf, ur. 26 maja 1972 w Surabai) – indonezyjski muzyk rockowy, autor tekstów i producent. Określany jako „gwiazda rocka”, jest frontmanem zespołów Dewa 19 i Ahmad Band oraz właścicielem i prezesem Republic Cinta Management.

## Lata młodości
Jest pierwszym z trojga dzieci sundajskiego dyplomaty Eddy′ego Abdula Manafa i Joyce Theresii Pameli Kohler. Dziadek muzyka, Jan Pieter Friederich Kohler, był Żydem Aszkenazyjskim urodzonym w 1883 w Holenderskich Indiach Wschodnich. Brat przyrodni piosenkarza, Dadang S. Manaf, również jest muzykiem i miał duży wpływ na zainteresowanie Dhaniego muzyką już od czasów dzieciństwa. Ojciec Dhaniego kupił mu keyboard, gdy był młody i płacił za lekcje, zachęcając go do wykonywania muzyki klasycznej. Zainteresował się on jednak muzyką rockową, pod wpływem zespołu Queen.

## Kariera

### Dewa 19

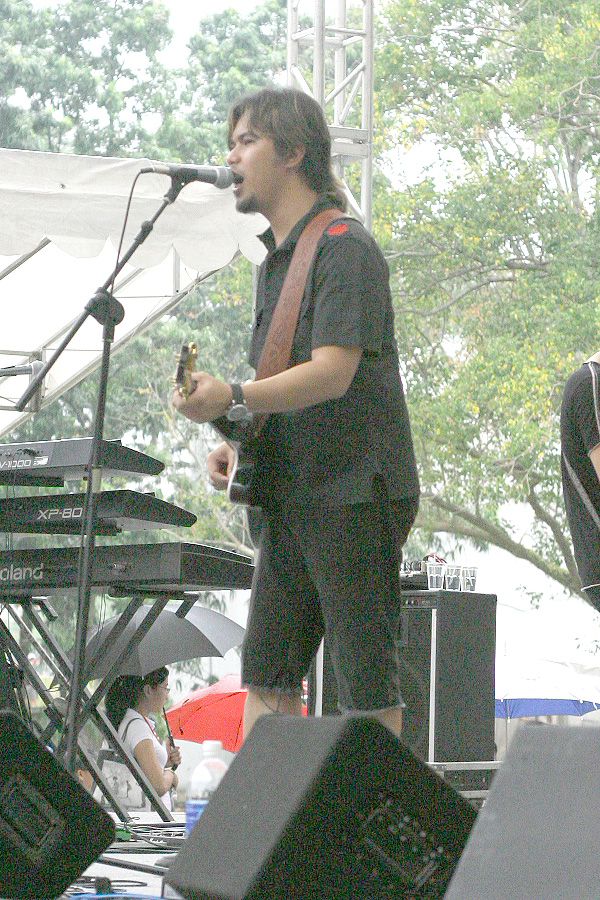
Dhani podczas koncertu Dewa 19 w Singapurze, 2005

Talent muzyczny Dhaniego został odkryty w szkole średniej. Wraz z przyjaciółmi Andrą Junaidim, Erwinem Prasetyą i Henrym Juniarso założył w 1986 zespół Dewa 19. Pełnił w nim funkcję wokalisty i keyboardzisty. Często opuszczał zajęcia, by spotykać się z przyjaciółmi i wraz z nimi grać. Niedługo po założeniu grupy, Dhani zainteresował się jazzem i zmienił nazwę zespołu na Downbeat. Pod zmienioną nazwą grupa wygrała młodzieżowy festiwal jazzowy, a następnie zwyciężyła Festival′90 – konkurs szkolnych zespołów muzycznych odbywający się na Djarum Super Fiesta Musical. Niedługo potem grupa wróciła do grania muzyki rockowej i przyjęła starą nazwę. W 1988 pojawił się także nowy wokalista – Ari Lasso.
W 1991 Dhani wyjechał do Dżakarty, by znaleźć wytwórnię płytową dla swojego zespołu. Większość wytwórni odrzuciła ofertę Dhaniego. Jego umiejętności zostały jednak rozpoznane oraz docenione i Dewa podpisała kontrakt z Janem Djuhaną z Team Records. W 1992 zespół wydał pierwszy album zatytułowany Dewa 19. Odniósł on sukces, a największymi przebojami na albumie stały się utwory „Kangen” i „Kita Tidak Sedang Bercinta Lagi”. Była to najlepiej sprzedająca się płyta w 1993. Dewa otrzymała nagrodę dla najlepszego debiutanta na Anugerah Musik Indonesia.
Dhani uczestniczył w produkcji jedenastu albumów zespołu. Oprócz pierwszego były to: Format Masa Depan (1994), Terbaik Terbaik (1995), Pandawa Lima (1997), The Best of Dewa 19 (1999), Bintang Lima (2000), Cintailah Cinta (2002), Atas Nama Cinta I & II (2004), Laskar Cinta (2004), Republik Cinta (2006) i Kerajaan Cinta (2007). Mimo iż grupa kilkakrotnie zmieniała skład, pozostaje jednym z najlepszych i najpopularniejszych indonezyjskich zespołów, z Dhanim na czele.
Album Terbaik Terbaik został sklasyfikowany na 26. pozycji w rankingu 150 najlepszych indonezyjskich albumów wszech czasów według indonezyjskiego wydania magazynu „Rolling Stone”.
Grupa zdobyła 6 nagród na Anugerah Musik Indonesia 1997, w tym za najlepszy album, którym została płyta Pandawa Lima. Album ten pięciokrotnie otrzymał też status platynowej i został sprzedany w 800 tys. egzemplarzy. Płyta Bintang Lima przysporzyła zespołowi dużej popularności. Utwory z tego albumu były puszczane w każdej stacji radiowej. Sprzedano go w 1,7 miliona egzemplarzy, co czyni go jednym z najlepiej sprzedających się albumów w Indonezji. Indonezyjskie wydanie magazynu „Rolling Stone” sklasyfikowało tę płytę na 96. miejscu w rankingu 150 najlepszych indonezyjskich albumów wszech czasów. Płyta Cintailah Cinta jeszcze przed oficjalnym wydaniem została sprzedana w 200 tys. egzemplarzy. Ostatecznie sprzedaż albumu wyniosła 1,04 mln egzemplarzy. W 2002 na Anugerah Musik Indonesia Dewa otrzymała trzy nagrody. Również płyta Laskar Cinta stała się bardzo popularna w Indonezji.

### Kariera solowa
Po odejściu z Dewy 19 i rozpadzie grupy w 2011, Dhani stworzył jeszcze kilka innych zespołów. Pierwszy, utworzony wraz z australijską grupą Hospital The Musical, został nazwany The Rock. Powstał on jeszcze w czasie, gdy Dhani był w Dewie 19 (2007). Pierwszy album The Rock, Master Mister Ahmad Dhani I został sprzedany w 150 tys. egzemplarzy. Najpopularniejszymi piosenkami z tej płyty były „Kamu Kamulah Surgaku” i „Munajat Cinta”. Drugi zespół nazwano TRIAD (skrót od The Rock Indonesia Ahmad Dhani). Pierwszy album grupy o tej samej nazwie sprzedał się w 500 tys. egzemplarzy. Stworzył też zespół Mahadewa, mający być następcą Dewy 19.

## Kariera pozamuzyczna
Dhani w 2012 był jurorem w indonezyjskiej wersji „Idola”, a w 2013 – w X Factor.

## Życie prywatne

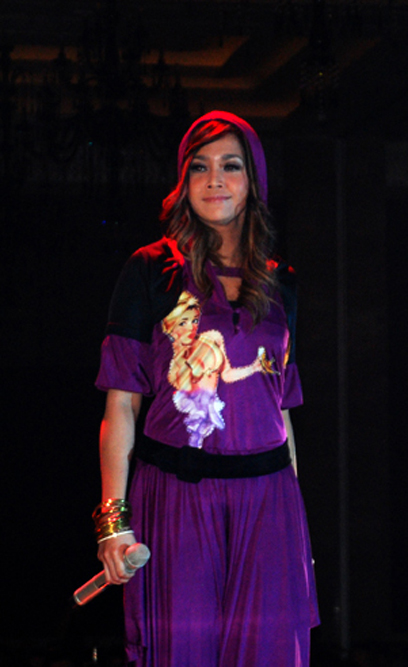
Estianty w 2009

W 1994 wziął ślub z Maią Estianty. Ma z nią troje dzieci: Ahmada Al Gazaliego, El Jalaluddina Rumiego i Ahmada Abdula Qodira Jaelaniego. W 2006 Estianty złożyła pozew o rozwód, a 23 września 2008 małżeństwo zakończyło się.
W sierpniu 2013 Dhani oznajmił, że ze związku z Mulan Jameelą ma córkę Saafeyę.

## Problemy prawne
1 marca 2011 został oskarżony o pobicie.
8 września 2013 13-letni syn Dhaniego, Ahmad Abdul Qodir Jaelani, znany jako AQJ, spowodował wypadek samochodowy na płatnej drodze niedaleko Dżakarty. W wyniku incydentu 6 osób zginęło, a sam AQJ został poważnie ranny. Według rzecznika policji, Dhani świadomie wyraził zgodę na prowadzenie auta swojemu synowi. Groziło mu za to do 6 lat więzienia i 12 milionów rupii grzywny, ale nie został ukarany. Synowi muzyka grożą natomiast 3 lata pozbawienia wolności i 12 milionów rupii grzywny.

## Literatura dodatkowa
- Agus Wahyudi: Makrifat Cinta Ahmad Dhani. Yogyakarta: Penerbit NARASI, 2010. ISBN 978-979-168-210-7. (indonez.). Brak numerów stron w książce